# Elizabeth Flint Wade

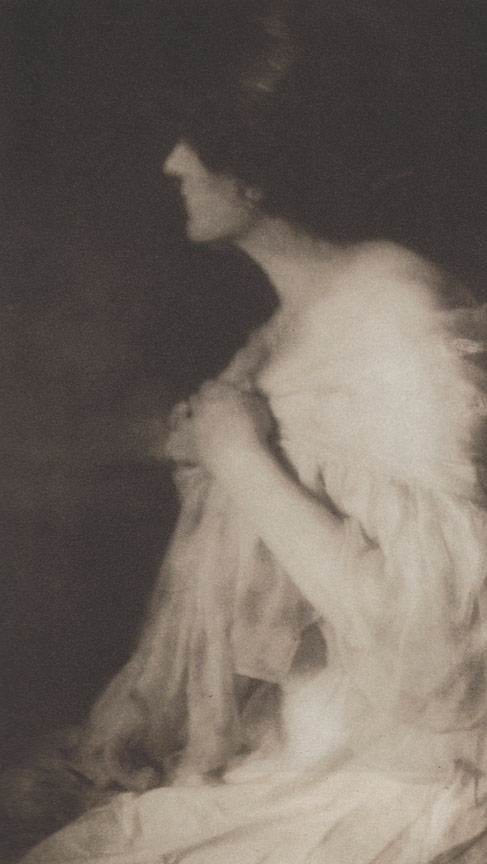
Rose Clarková a Elizabeth Flint Wade: Miss M., of Washington, fotogravura publikovaná v Camera Notes, Vol 4 č. 4, 1901

Elizabeth Flint Wade (29. října 1849 Cassville – 1915 Norwalk) byla americká spisovatelka, básnířka a piktorialistická fotografka aktivní na počátku 20. století. Je nejznámější svými fotografiemi, které vystavovala s Rose Clarkovou pod společnými jmény, buď jako „Rose Clarková a Elizabeth Flint Wade“ nebo jako „Slečny Clark a Wade“ (Misses Clark and Wade).

## Život
Elizabeth Flint Wade se narodila 29. října 1849 ve městě Cassville, stát New York. její rodiče byli George Barnett Flint a Elizabeth Tracy Avery. Vzala si Frank Abernathy Wadea (1836 nebo 1837-1906) dne 24. listopadu 1869 v Buffalu. Spolu měli jednu dceru, Blanche Elizabeth (1872-?) a dva syny Franka (1874-?) a Hermana (1877-?).
Wadeová se začala zajímat o fotografii někdy před rokem 1890. V roce 1893 napsala článek s názvem „Umělecké fotografie, návrhy jak je dělat” v magazínu American Amateur Photographer. Na konci 90. let pracovala pro časopis Round Table Camera Club z rodiny Harpers a v roce 1900 začal časopis Harpers Bazaar vydávat její sérii článků o fotografii.
Někdy na konci 90. let se setkala s Rose Clarkovou a jejich spolupráce trvala dvanáct let.
V roce 1906 patřila Wadeová do seznamu lidí odborníků, kteří dosáhli úspěchu uvedených v časopisu Photo-Era. Ostatní zmíněné ženy byly Gertruda Käsebierová, Eva Watson-Schütze nebo Jessie Tarbox Beals.
Wadeová byla respektovanou spisovatelkou a básnířkou, její příběhy a básně se objevily v měsíčníku Atlantic Monthly, týdeníku Collier’s Weekly, magazínu Black Cat, Herald nebo New York World. Často také psala o fotografii do časopisů, jako byly například American Amateur Photographer, Photo-Era, Photographic Times, Photo-American nebo Harpers Magazine. V období od roku 1910 do 1912 byla spolupracovnicí redaktora Photo-Era a měla na starost kritiku mnoha fotografií poslaných čtenáři.
Zemřela ve městě Norwalk v Connecticutu v roce 1915.

## Slečny Clarková a Wadeová
Z důvodů, které nebyly nikdy vysvětleny, začaly v roce 1899 Clarková a Wade vystavovat a publikovat fotografie pod svými společnými jmény. Po mnoho let se předpokládalo, že Clarková byla umělec, která komponovala a snímala všechny fotografie a Wade měla na starosti technickou stránku věci jako vyvolání a tisk.
Clarková se o tomto zmínila v dopise Stieglitzovi v roce 1900: „Paní Wade je velmi váhavá – a ve snaze dostat fotografie, které jste chtěl… Budu ji muset nabádat každý den.”
Nicméně v dopise Frances Benjamin Johnstonové ve stejném roce Clarková psala: „Jak slečna Wadeová tak já používáme fotoaparáty možná více než deset let, ale teprve před dvěma lety jsme začali portrétovat komerčně.”
Koncepce umělec/technik v jejich partnerství také mohl vyplývat ze skutečnosti, že Clarková měla několik samostatných výstav, zatímco Wadeová vystavovala pod svým vlastním jménem jen velmi málo. Existují však náznaky, že se Wadeová podílela nejen na technické stránce věci, ale prováděla také řadu estetických rozhodnutí. Zjevně se zajímala také o estetiku, napsala několik vlastních článků, ve kterých se věnovala poradenství v oblasti uměleckého směru. Řadu článků napsaly autorky společně.
Clarková a Wadeová vystavovaly poprvé v roce 1899 pod společným jménem na výstavách v umělecké společnosti Buffalo Society of Artists a New York Camera Club. V příštích deseti letech jejich fotografie získávaly ocenění na velkých výstavách po celém světě, včetně Art Institute of Chicago, Pennsylvania Academy of Fine Arts, Photo Club de Paris, Pan-American Exposition, Corcoran Gallery of Art nebo Louisiana Purchase Exposition.
V roce 1902 Stieglitz zařadil snímek Clarkové a Wadeové do druhé série národního portfolia Americké piktorialistické fotografie. Portfolio bylo vytištěno v limitované edici 150 kopií a myšlenkou bylo ukázat jen ty nejlepší fotografie vybírané náročným Stieglitzem.
Jejich spolupráce skončila zřejmě kolem roku 1910. Důvod zrušení jejich společného úsilí není znám, i když to mohlo být způsobeno zhoršením zdravotního stavu Wadeové, která zemřela o pět let později.